# J·B·普里茨克
杰伊·罗伯特·普里茨克（英語：Jay Robert Pritzker，1965年1月19日—）为美国商人及政治人物，現任伊利诺伊州州长。
JB·普里茨克隶属于普里茨克家族，该家族是凯悦酒店集团的持有者。普里茨克为该酒店的管理者及合伙人，其总资产达36亿美元之钜。